# ДТП на Ленинском проспекте 25 февраля 2010 года
ДТП на Ленинском проспекте 25 февраля 2010 года — резонансное дорожно-транспортное происшествие, произошедшее около 8:00 утра 25 февраля 2010 года у дома 30 на Ленинском проспекте в Москве. На площади Гагарина произошло лобовое столкновение «Mercedes S500» (водитель — Сергей Катаев или Владимир Картаев), номерной знак «с 398 сс 77» (фактически, но по учётной карточке — «Н 126 ВМ 97»), принадлежащим ОАО «Лукойл», в котором находились водитель, охранник и Анатолий Барков, с автомобилем «Citroën C3», управляемым 37-летней жительницей Подмосковья Ольгой Александриной. В результате столкновения водитель «Мерседеса» не пострадал, Анатолий Барков был госпитализирован с незначительными травмами, Ольга Александрина погибла на месте происшествия, а пассажирка «Ситроена» — известный акушер Вера Сидельникова — через несколько часов скончалась в реанимации от полученных травм.
После проведения экспертизы, на основании указанного расположения автомобилей, следствие пришло к выводу, что Mercedes S500 в момент удара не находился на встречной полосе движения, из чего был сделан вывод, что вины водителя Mercedes S500 в произошедшем столкновении нет.
Адвокатом семьи Александриных выступает Игорь Трунов, адвокатом «Лукойла» — Гари Мирзоян.
Имеются противоречивые сообщения относительно того, кто стал виновником происшествия. Так, несмотря на то, что в эфире различных радиостанций множество свидетелей ДТП говорили, что именно выехавший на встречную полосу «Мерседес» Анатолия Баркова стал причиной аварии, ГИБДД утверждало, что, по предварительным данным, виноват не «Мерседес», а «Ситроен». Также были замечены попытки скрыть и уничтожить улики от общественности со стороны ГИБДД; автомобили не были отданы на экспертизу, а просто возвращены своим владельцам; из трёх камер видеонаблюдения, запись, после нажима общественности, была обнародована  через десять дней только с одной из них, и сам момент аварии на ней не виден. Всё это дало повод общественности[кому?] говорить о попытке уйти от ответственности со стороны Анатолия Баркова.
Грубое поведение самой компании «Лукойл» в отношении родственников погибших после трагедии дополнительно подстегнуло общественность на негативный настрой по отношению к ней. Прозвучали призывы к её бойкоту, например, в блоге журналиста Артемия Троицкого.
5 марта 2010 года ГИБДД обнародовала видеозапись ДТП с одной из камер наблюдения. На записи, не запечатлевшей момент столкновения (само столкновение скрыто щитом), видно, как «Мерседес» Анатолия Баркова выезжает сначала на разделительную, а затем и на встречную полосу. По сообщениям прессы, президент РФ Дмитрий Медведев поручил министру внутренних дел Рашиду Нургалиеву разобраться и доложить о всех обстоятельствах, связанных с этой трагедией.

## Участники
Mercedes S500:
- Водитель: Картаев Владимир Юрьевич
- Пассажиры: Барков Анатолий Александрович и его охранник

Citroën C3:
- Водитель: Александрина Ольга Сергеевна[19]
- Пассажир: Сидельникова Вера Михайловна

## Расследование
ДТП вызвало большой общественный резонанс. Семьи погибших в ДТП написали открытое письмо со своим видением происшествия. 27 февраля 2010 года следственным управлением при УВД по Юго-Западному административному округу возбуждено уголовное дело по ч. 5 ст. 264 Уголовного кодекса Российской Федерации (нарушение правил дорожного движения и эксплуатации транспортных средств).
В ноябре 2010 года Начальник главного следственного управления генерал-майор юстиции Иван Глухов сообщил, что силами оперативных подразделений и ГИБДД ГУВД по Москве отработан жилой сектор на примыкающей к месту происшествия территории, опрошены автовладельцы и водители общественного транспорта, маршруты которых совпадают по времени следования с местом аварии, проведены экспертные исследования, в том числе с участием специалистов автоцентров «Мерседес» и «Ситроен», допрошены десятки свидетелей и проверены все возможные версии произошедшего. Кроме этого, следствие с первых дней расследования публично заявило, что готово предоставить любые материалы уголовного дела для проведения независимой экспертизы. Однако, несмотря на громкие заявления, никто не обратился с подобной инициативой к следствию в течение всего срока расследования.
Общественная организация «Федерация автовладельцев России» (ФАР) объявила о проведении «альтернативного, общественного, независимого расследования» с привлечением трех экспертов, которыми выступили: Константин Николаевич Шутов (бывший следователь транспортной прокуратуры, помощник депутата Госдумы), Антипов Юрий Н. (физик) и неназванное лицо. Ровно год спустя после ДТП, в феврале 2011 независимые эксперты ФАР предоставили также технический отчёт. «Мерседес» вице-президента «Лукойла» Анатолия Баркова не шёл по разделительной полосе, не шёл и по своей: он делал манёвр; его левая часть неизбежно должна была быть на встречной полосе. 
Расследование уголовного дела о ДТП (ч.5 ст.264) было прекращено «в связи с гибелью виновной» 7 сентября 2010 года; глава московской милиции Владимир Колокольцев заявил, что вины водителя «Мерседеса» не выявлено. Виновником аварии был признан водитель «Ситроена». Глава ГУВД отметил непрофессионализм экспертов ФАР и их недостаточную информированность.

## Хроника развития событий
- 28 февраля 2010 года родственники погибшей в результате ДТП Ольги Александриной написали открытое письмо руководству ОАО «Лукойл». Они назвали версию ГИБДД и «Лукойла» о причинах аварии «бездоказательной и фальсифицированной»[7][22].
- По просьбе Анастасии Александриной (известной в рэп-сообществе певицы Staisha), сестры погибшей Ольги Александриной, открытое письмо перепечатал сайт rap.ru[34].
- Через несколько дней несколько известных деятелей культуры обратились с открытым письмом к президенту РФ Дмитрию Медведеву с просьбой взять под свой личный контроль расследование этого дела[35], президент поручил министру внутренних дел Нургалиеву разобраться и доложить[36].
- В кадрах сюжета, снятого на месте событий съемочной группой телекомпании «НТВ»[37], на отметке времени 1:34 в салоне автомобиля «Мерседес» в ногах водителя находится синий предмет, похожий на проблесковый маячок (при этом представители ГИБДД и «Лукойла» утверждали, что автомобиль не был оборудован спецсигналами). Также на кадре,  () опубликованном в «Авторевю», мигалка на «Мерседесе» отсутствует[38].
- Водитель авто и раньше попадался за нарушения[39]. Адвокат Трунов обратился к следствию с просьбой проверить шофёра на детекторе лжи (полиграфе).
- 28 февраля 2010 года Иван Алексеев (Noize MC) опубликовал на YouTube ролик «Мерседес S666 (Дорогу колеснице)»; исполнители: Noize MC и Staisha[40].
- 12 марта 2010 года Лев Лещенко написал письмо в «Новую газету»[41] в поддержку Баркова[42].
- 14 марта 2010 года Иван Алексеев (Noize MC) ответил на письмо Лещенко на официальном сайте своей группы .
- 9 июня 2010 года Барков сообщил, что ему на корпоративную электронную почту поступили угрозы физической расправы; он написал заявление в милицию[43].
- 4 августа 2010 года Сергей Сидельников, муж Ольги Александриной, которая была за рулем Citroën, скончался от кровоизлияния в мозг[44].
- В октябре 2010 года Барков подтвердил, что его кровь попала на водительскую подушку безопасности и заявил о бессмысленности комментирования слухов о том что он якобы мог находиться за рулем: "Я занимаю достаточно высокий пост в одной из крупнейших нефтяных компаний мира. Мне по должности положен персональный автомобиль с водителем и охраной. Мой статус не позволяет мне самому управлять служебным автомобилем. На подушку безопасности чуть-чуть попало моей крови."[45]
- В июле 2011 года Конституционный суд по жалобе отца погибшей О. Александриной отменил норму УПК РФ, не позволявшую родственникам погибшего возражать против закрытия уголовного дела, если следствие считает виновным погибшего[46][47][48][49].
- 5 июля 2013 года Гагаринский суд Москвы признал Ольгу Александрину виновной в ДТП на Ленинском проспекте[50].
- В ноябре 2013 года апелляция в Мосгорсуде признала законным приговор по делу[51].